# Elaenia martinica
Elaenia martinica là một loài chim trong họ Tyrannidae.
Loài chim này được tìm thấy ở Tây Ấn và một phần của Trung Mỹ. Môi trường sống tự nhiên của nó là rừng lá rộng khô nhiệt đới và cận nhiệt đới, rừng ẩm thấp nhiệt đới hoặc cận nhiệt đới và rừng trước đây bị suy thoái nặng nề.

## Hình ảnh

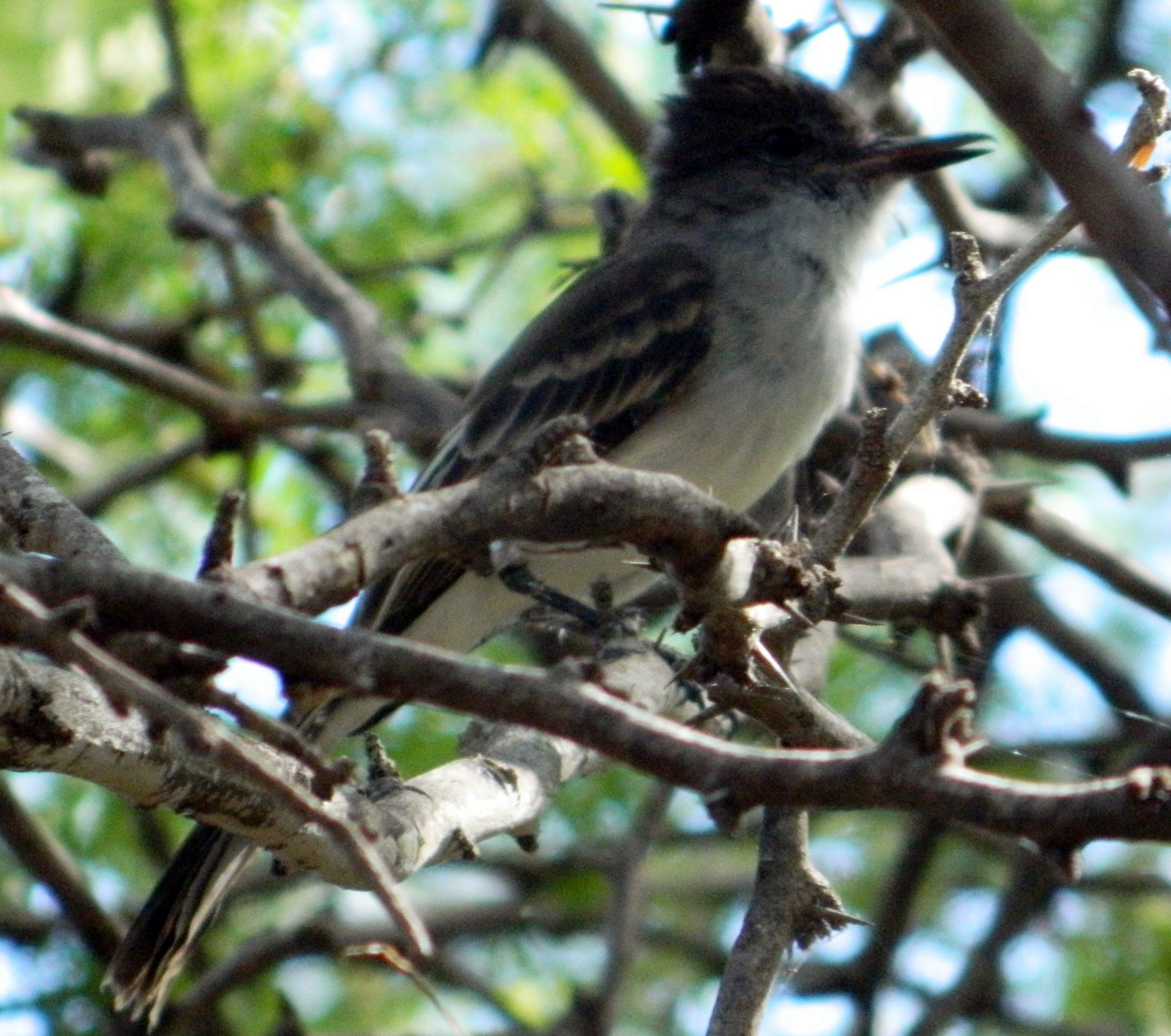
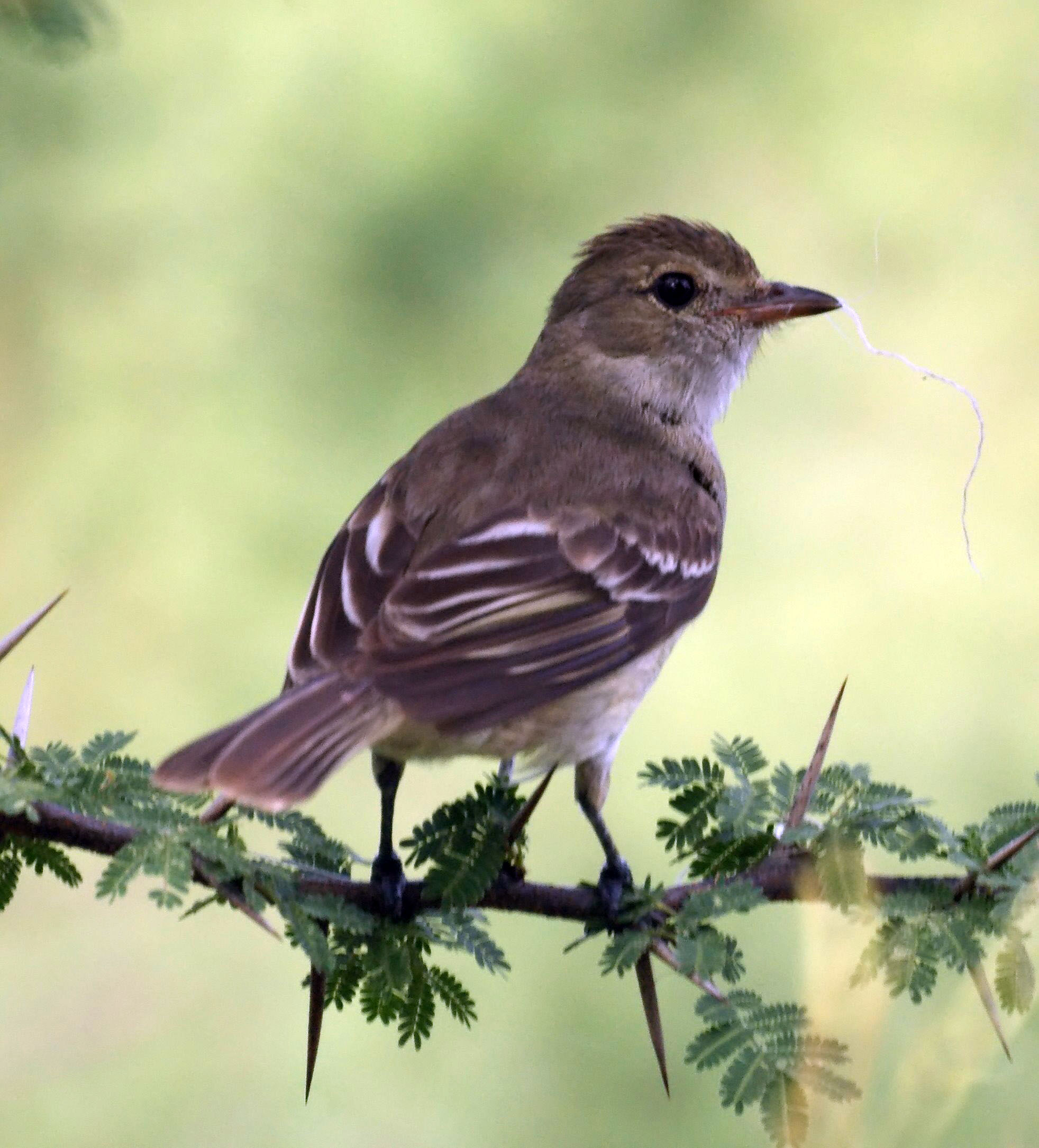